# Les Incendiaires
Les Incendiaires, també coneguda com Histoire d'un crime, és una pel·lícula muda francesa de 1906 dirigida per Georges Méliès.

## Argument
Quan cau la nit en un corral del camp francès, quatre bandolers emmascarats s'enfilen per la porta i irrompen a la masia. Lliguen i amordacen el granger i la seva dona, i apunyalen un servent i una criada que intenten ajudar els seus amos. En un intent d'aconseguir que el pagès reveli on té els seus diners amagats, els bandolers li cremen els peus amb les brases de la llar de foc, però el pagès roman en silenci. Quan els bandolers amenacen de fer el mateix amb la filla petita del granger, la dona del granger cedeix i revela l'amagatall dels diners. Els bandolers reuneixen els diners; just quan estan intentant fugir, la dona del granger arrenca la màscara del cap de bandolers, deixant al descobert el seu rostre. Com a represàlia pel desenmascarament, el cap de bandolers incendia la casa i els bandits s'escapen en la confusió.
Els bandolers tornen al seu amagatall en una pedrera abandonada, advertint a la resta de la seva banda que els policies estan en el seu camí. La policia aviat irromp a l'amagatall i es produeix una gran baralla. El cap de bandolers s'escapa amb els pocs membres de la banda que han sobreviscut de la baralla, amb els policies supervivents a la seva persecució. Els bandolers fugen pel barri cap a les muntanyes. El cap és finalment emboscat per policies amagats, capturat i jutjat. La dona del pagès, l'única supervivent del foc a la masia, identifica el bandoler, i és condemnat a mort.
El cap de bandolers, després d'una nit turmentada pels somnis dels seus crims, és conduït a la guillotina, executat i llençat a una tomba no marcada.

## Producció
Els majors èxits financers de Méliès s'havien produït el 1903 i el 1904; cap al 1906, la seva fortuna havia començat a disminuir a mesura que la competència amb altres empreses, com Pathé Frères i Gaumont, es va fer més intensa. En un intent de mantenir-se a flot econòmicament, Méliès va ampliar el seu estil de fantasia habitual per provar de fer pel·lícules dels gèneres que els seus competidors havien fet populars, com ara el melodrama Les incendiaires i L'Ange de Noël i la pel·lícula de persecució Jack le ramoneur.
Segons els records de 1944 del nebot de Georges Méliès, Paul, l'escenari de Les incendiaires va ser escrit per Gaston Méliès (germà de Georges i pare de Paul). El catàleg americà de Méliès afirmava que el crim de la pel·lícula es va basar en un incident de la vida real. La pel·lícula està molt en deute amb Histoire d'un crime, una pel·lícula de 1901 del competidor de Méliès Ferdinand Zecca; la trama segueix de prop els esdeveniments de la pel·lícula anterior, diferint només en els detalls del crim en si. D'altra banda, la pel·lícula de Méliès és estilísticament molt diferent de la de Zecca, que utilitza un ritme més ràpid i una insistència més rigorosa en el realisme.
L'actor Manuel, que va participar en algunes pel·lícules per a l'estudi Méliès l'any 1908, interpreta el paper principal del bandoler que és detingut i executat. Georges Méliès probablement interpreta l'ajudant del botxí. En un moviment molt inusual per a Méliès, moltes de les escenes es van rodar a l'aire lliure en un lloc fora de la propietat de Méliès a Montreuil (Sena Saint-Denis); pel que se sap, les úniques altres ocasions que Méliès va filmar fora de la seva propietat van ser per a algunes de les pel·lícules d'actualitat que va fer entre 1896 i 1900. Una escena es va rodar en una pedrera en desús a Montreuil. Malgrat el tema inusual de la pel·lícula per a Méliès, inclou diverses de les tècniques d'efectes especials que va utilitzar a les seves pel·lícules de fantasia, incloent escamoteigs, exposició múltiple, fosa i efectes de pirotècnia.

## Llançament i supervivència
La pel·lícula va ser estrenada per la Star Film Company de Méliès i està numerada del 824 al 837 als seus catàlegs, on es va anunciar com un grand drame réaliste en 22 tableaux. Com a almenys el 4% de la producció de Méliès, algunes impressions eren colorides a mà individualment i venudes a un preu més elevat. Les dues escenes finals, que mostraven l'execució, es van especificar com a opcionals a França, per por que el seu realisme atemorís el públic. Inusualment per a Méliès, especial es va encarregar una obra d'art publicitària per anunciar la pel·lícula a les projeccions americanes: tres litografies de la Donaldson Lithographing Company i un pòster de mig full de Hennegan and Company. (Els fundadors d'aquestes empreses, William Donaldson i James Hennegan, són ara més coneguts com els editors fundadors de la revista Billboard.)
Perviu un fragment de la pel·lícula; la resta es suposa perduda.